# Latina Calcio a 5 2018-2019
Questa pagina raccoglie i dati riguardanti il Latina Calcio a 5, squadra di calcio a 5 militante in serie A, nelle competizioni ufficiali del 2018-2019.

## Trasferimenti

### Sessione estiva
| Eduardo Cangussú    | Cisternino       |
| Carlinhos           | Peñíscola        |
| Luca Chianese       | Real Stella      |
| Simone Chinchio     | Petrarca         |
| Anás El Ayyane      | S10 Saragozza    |
| Pave Mudronja       | svincolato       |
| Juan Carlos Sánchez | SC García        |
| Altre operazioni    |                  |
| Francesco Lo Cicero | Meta Catania     |
| Alessio Menichella  | Acqua e Sapone   |
| Federico Palmegiani | Virtus Aniene 3Z |
| Manuel Raimondi     | svincolato       |
| Bruno Rosianu       | Real Stella      |

| Andrea Basile      | Sporting Juvenia |
| Hugo Bernárdez     | Peñíscola        |
| Manuel Del Ferraro | Cioli AV         |
| Pedro Espíndola    | Meta Catania     |
| Maurizio Landucci  | Real Nascosa     |
| Maluko             | Guarapuava       |
| Roberto Meneghello | Zonapontina      |
| Paulinho           | Italpol Roma     |
| Diogo Teixeira     | Polistena        |
| Altre operazioni   |                  |
| Pietro Baroni      | Imolese          |
| Michał Raubo       | Cioli AV         |

### Sessione invernale
| Matheus Dener  | svincolato |
| Matías Picallo | Pinocho    |

| Partenze | Partenze | Partenze | Partenze |
| Nome     | a        |          |          |
| -------- | -------- | -------- | -------- |

## Organico

### Prima squadra
| N° | Naz.                 | Ruolo | Sportivo            | Anno     |  |  |
| -- | -------------------- | ----- | ------------------- | -------- |  |  |
| 6  | Italia (bandiera)    | PIV   | Luca Chianese       | 30.04.89 |  |  |
| 7  | Brasile (bandiera)   | PIV   | Matheus Dener       | 10.10.96 |  |  |
| 8  | Argentina (bandiera) | LAT   | Matías Picallo      | 23.05.94 |  |  |
| 9  | Spagna (bandiera)    | PIV   | Juan Carlos Sánchez | 08.04.89 |  |  |
| 10 | Brasile (bandiera)   | DIF   | Carlinhos           | 08.06.79 |  |  |
| 13 | Argentina (bandiera) | LAT   | Gerardo Battistoni  | 21.04.83 |  |  |
| 18 | Italia (bandiera)    | LAT   | Stefano Pilloni     | 22.01.84 |  |  |
| 23 | Spagna (bandiera)    | LAT   | Antoñito            | 08.11.90 |  |  |
| 24 | Italia (bandiera)    | POR   | Simone Chinchio     | 01.12.91 |  |  |
| 27 | Brasile (bandiera)   | DIF   | Eduardo Cangussú    | 31.08.93 |  |  |
| 30 | Marocco (bandiera)   | LAT   | Anás El Ayyane      | 30.10.92 |  |  |

### Under-19
| N° | Naz.               | Ruolo | Sportivo            | Anno     |  |  |
| -- | ------------------ | ----- | ------------------- | -------- |  |  |
| 1  | Croazia (bandiera) | POR   | Pave Mudronja       | 31.08.98 |  |  |
| 3  | Italia (bandiera)  | LAT   | Alessandro Aiello   | 03.02.99 |  |  |
| 5  | Italia (bandiera)  | UNI   | Manuel Raimondi     | 06.11.01 |  |  |
| 12 | Italia (bandiera)  | POR   | Alessio Menichella  | 04.03.00 |  |  |
| 15 | Italia (bandiera)  | LAT   | Mattia Cretella     | 15.01.98 |  |  |
| 17 | Italia (bandiera)  | LAT   | Federico Palmegiani | 17.11.01 |  |  |
| 20 | Italia (bandiera)  | LAT   | Francesco Lo Cicero | 07.07.00 |  |  |